# Djupsjön (Mulseryds socken, Småland)
Djupsjön är en sjö i Jönköpings kommun i Småland och ingår i Nissans huvudavrinningsområde.